# Placogorgia flexilis
Placogorgia flexilis is een zachte koraalsoort uit de familie Plexauridae. De koraalsoort komt uit het geslacht Placogorgia. Placogorgia flexilis werd in 1910 voor het eerst wetenschappelijk beschreven door Nutting. 